# Rafael López Aliaga
Rafael Bernardo López Aliaga Cazorla (Lima, 11 de fevereiro de 1961) é um empresário e político peruano. Figura conservadora na política peruana, ele concorreu à presidência do Peru pelo partido Renovação Popular nas eleições gerais de 2021, nas quais ficou em terceiro lugar. Anteriormente, atuou como Secretário Geral e posteriormente Presidente do Solidariedade Nacional até que o partido foi dissolvido em outubro de 2020 e sucedido pela Renovação Popular, que atualmente lidera.

## Início da vida e educação
López Aliaga nasceu em Lima em 11 de fevereiro de 1961, mas foi criado em Chiclayo, região de Lambayeque. Seu pai, Fernando López Aliaga, trabalhava na Hacienda Pomalca da cidade, enquanto sua mãe, Paula Cazorla, era da região de Cajamarca. Ambos os pais eram engenheiros químicos.
Ao se formar na Escola San Agustín de Chiclayo, López Aliaga foi admitido na Universidade Nacional Pedro Ruiz Gallo para estudar engenharia industrial. Ele posteriormente desistiu devido à agitação política da década de 1980. Mudando-se para Piura, ele foi admitido na Universidade de Piura para estudar engenharia industrial, concluindo o curso em quatro anos e graduando-se em primeiro lugar em sua classe.
Obteve o grau de bacharel em 1983. Mais tarde, obteve um mestrado em Administração de Empresas (MBA) na Universidade do Pacífico e concluiu o Programa de Alta Direção (PAD) na Universidade de Piura.

## Carreira
Criado na região norte de Lambayeque, López Aliaga seguiu carreira na área bancária, atuando inicialmente no Banco Wiese, e como Corporate and Development Banking Manager no Citibank. Posteriormente, fundou a Peruvian Corp, uma empresa de valores mobiliários, e o Grupo Acres, uma empresa financeira de hotéis e ferrovias.
Desde 1999, ele é co-acionista junto com Lorenzo Sousa da PeruRail, bem como dos hotéis Belmond e da Ferrovia Trasandino no Peru.

## Carreira política
Entrando na política pela Câmara Municipal de Lima em 2007, López Aliaga manteve um perfil discreto até 2019, quando foi eleito para a secretaria-geral da Solidariedade Nacional em setembro de 2019. Após a dissolução do Congresso peruano, seu partido foi definido para concorrer no Eleição parlamentar de 2020. Inicialmente conservador moderado, López Aliaga adotou uma plataforma conservadora. Ele também concorreu a uma cadeira no Congresso em 2011 sob a Aliança de Solidariedade Nacional, mas não teve sucesso.

### Eleição presidencial peruana de 2021
Durante a campanha de 2020, López Aliaga anunciou sua intenção de concorrer à presidência do Peru nas eleições gerais de 2021, afirmando em entrevista na televisão que se considerava "o Bolsonaro peruano".
Após os maus resultados de seu partido nas eleições parlamentares de 2020, ele anunciou uma refundação organizacional. Em outubro de 2020, López Aliaga fundou oficialmente a Renovação Popular, dissolvendo efetivamente a Solidariedade Nacional ao alterar o nome e a plataforma da organização registrada. Assumindo o cargo de presidente do partido, afirmou que o partido é “refundado com princípios de solidariedade e ancorado em Deus, Cristo”.
Ele faz campanha em uma plataforma neoliberal em questões econômicas e conservadora em questões sociais. Membro do Opus Dei, às vezes é descrito como fundamentalista religioso. Ele pede a proibição da educação sexual nas faculdades, que ele vê como uma forma de "marxismo cultural" que promove a homossexualidade, a proibição do aborto, inclusive em casos de estupro ou perigo para a vida da mãe, e a proibição do casamento homossexual, vendo a homossexualidade como "um problema que precisa ser curado". Ele também se opõe à contracepção e afirmou que as mulheres vítimas de violência doméstica têm responsabilidade.
Em questões econômicas, ele quer favorecer o investimento privado e limitar a presença do Estado. Ele propôs a abolição de programas sociais como distribuição de alimentos em escolas pobres, acreditando que a assistência social deveria ser feita por associações privadas e não pelo poder público.
Segundo o The Guardian, grupos de direitos humanos ficaram "alarmados com o uso de teorias da conspiração, desinformação e discurso de ódio contra oponentes e jornalistas". Sobre a pandemia de COVID-19, ele se opõe às restrições de viagem e ao uso de máscaras. Ele mesmo não costuma usar máscaras em suas aparições públicas, embora explique que às vezes as usa "para que a imprensa não o critique". Ele defende que a campanha de vacinação seja deixada para o setor privado e que os indivíduos paguem pelo acesso à vacinação. De acordo com o Vice, López Aliaga disseminou desinformação sobre as vacinas COVID-19 no Peru, acusando o presidente Sagasti de cometer "genocídio" por comprar o que ele chamou de vacinas ineficazes. Um mês antes das eleições, López Aliaga pediu a remoção do presidente Sagasti do cargo, levantando preocupações entre os candidatos presidenciais de que ele estava promovendo um golpe contra o presidente.
Como parte de sua campanha, ele afirmou que a votação em 2021 seria "a última eleição livre no Peru" e "se não formos bem, será Venezuela ou Cuba, lembre-se de mim".  Ele também culpou os presidentes Martín Vizcarra e Francisco Sagasti pelas questões econômicas do Peru, descrevendo o governo Vizcarra como um "estilo comunista de governo" e chamou Sagasti de "palhaço". Ele propôs uma maior desregulamentação do Peru e a eliminação de metade de seus ministérios.
No Peru, ele é comumente conhecido sob o apelido de "Porky" (Gaguinho) referindo-se ao personagem do Looney Tunes. Aliaga adotou seu apelido para sua campanha, então ele ocasionalmente se fantasiava de porco para protestar contra a corrupção onipresente no país.
Em entrevista realizada em 19 de janeiro de 2021 no canal ATV, gerou polêmica com a opinião metafórica que forneceu sobre sua postura contra o aborto em casos de estupro. As palavras que ele mencionou foram: “Sou um hoteleiro. Eu tenho hotéis cinco estrelas, para mim dar um hotel cinco estrelas como lar para uma menina é dar a ela o máximo de carinho que posso".
Em 19 de fevereiro de 2021, o Júri Especial Eleitoral (JEE) iniciou um processo sancionatório contra a candidatura de Rafael López Aliaga por violar as normas de propaganda eleitoral. A medida foi aprovada porque o candidato disse que ao chegar à presidência "doará seu salário para entidades beneficentes". Ele foi temporariamente desqualificado da eleição presidencial em 25 de fevereiro de 2021 por suposta compra de votos com base em sua declaração de que, se for eleito presidente, doará seu salário para caridade. Hernando de Soto, seu rival político nas eleições de 2021, compareceu à manifestação à porta do JNE, onde se encontrava Aliaga, a quem elogiou.
Em 12 de março de 2021, apresentou sua equipe técnica, que incluía os ex-ministros Alfonso Miranda Eyzaguirre, Carlos Herrera Descalzi, Alfonso Velásquez Tuesta, o ex-vice-ministro Eduardo Ponce Vivanco, o ex-vice-presidente da República, Máximo San Román, a ex-parlamentar Fabiola Morales Castillo, o ex-presidente do Judiciário Javier Villa Stein, o ex-diretor geral da Polícia José Tisoc Lindley, entre outros.

### Eleição para prefeito de Lima em 2022
Após o primeiro turno das eleições gerais de 2021, López Aliaga confirmou sua candidatura para prefeito de Lima nas próximas eleições para prefeito de 2022. Em 3 de outubro de 2022, López Aliaga venceu as eleições para a prefeitura da capital peruana, que concentra um terço dos habitantes do país, com cerca de 26% dos votos, em um sistema sem segundo turno.

## Ideologia e pontos de vista
Rafael López Aliaga se considera um "cristão social", enquanto algumas agências de notícias o descrevem como de extrema-direita e de inclinação conservadora. López Aliaga disse que é celibatário e é membro do Opus Dei. Ele se opõe ao casamento entre pessoas do mesmo sexo, ao uso de contraceptivos, à legalização da maconha e ao término de um ser humano (aborto).
López Aliaga assinou a Carta de Madri, um documento elaborado pelo partido espanhol de extrema-direita Vox que descreve grupos de esquerda como inimigos da Ibero-América envolvidos em um "projeto criminoso" que está "sob o guarda-chuva do regime cubano". Ele assinou o documento junto com outros políticos de direita como Javier Milei da Argentina, José Antonio Kast do Chile e Eduardo Bolsonaro do Brasil, filho do presidente Jair Bolsonaro.

## Investigações
Segundo a mídia peruana, López Aliaga estaria envolvido em controvérsias em torno de suas finanças. Ele foi investigado pelo Congresso do Peru em 2001 por alegações de evasão fiscal. O escândalo dos Panama Papers em 2017 mencionou López Aliaga como supostamente envolvido com lavagem de dinheiro. Durante a campanha, seus negócios foram acusados de ter uma grande dívida com a SUNAT e de não pagar dívidas pessoais ao Estado.